# تقييم منعكس
في علم النفس الاجتماعي، تُعَد عملية التقييم المنعكس[بحاجة لمصدر] أحد العوامل المؤثرة على تطوير المفهوم الذاتي. ويشير المصطلح إلى العملية التي نتخيل بها رؤية الآخرين لنا.
على سبيل المثال، إذا عاملنا الآخرون على أننا قادة الجماعة، فإننا نحمل على عاتقنا مسؤولية هذا الدور عن طريق تأكيد هذه الهوية من خلال تقييماتهم.
والتقييمات المنعكسة للذات في الأدوار والحالات المختلفة خضعت إلى الدراسة من خلال عقد المقارنات بين الخاضعين للدراسة الذين يعتقدون أن الآخرين يرون أن عمرهم، وجنسهم، وعرقهم، ومهنتهم، وحالتهم الاجتماعية، وطبقتهم الاجتماعية أمورًا مهمة مقارنةً بمن لا يعتقدون أن نظرة الآخرين لهم تعتمد بشكل أساسي على هذه العوامل. واُستمدت البيانات من استقصاء وطني عبر الهاتف. أظهرت الدراسة أن التقييمات المنعكسة للذات في الأدوار والحالات المختلفة ترتبط سلبيًا بتقدير الذات، وتتساوى هذه العلاقة في قوتها عند السيدات والرجال. بالإضافة إلى ذلك، وفي إطار سياقات ثلاثة مختلفة، تم اكتشاف علاقات سلبية بين التقييمات المنعكسة وتقدير الذات، وإن تم اكتشاف آثار مهمة أكثر تكرارًا مع انتقال الفرد من المنزل إلى الأماكن العامة للعمل.